# Dummy Boy
Dummy Boy es el álbum de estudio debut del rapero estadounidense 6ix9ine. Fue lanzado el 1 de enero de 2018. Sigue a su mixtape Day69, lanzado a principios de 2018. Tiene apariciones como invitado de Nicki Minaj, Kanye West, Lil Baby, Gunna, Tory Lanez, Boogie wit da Hoodie, Anuel AA y Bobby Shmurda, entre otros.
El álbum fue apoyado por los sencillos "Tati" con DJ Spinking, "Fefe" con Nicki Minaj y Murda Beatz, "Bebe" con Anuel AA y "Stoopid" con Bobby Shmurda.

## Antecedentes
Según 6ix9ine, el álbum surgió cuando decidió "publicar un proyecto el 23 de noviembre" después de estar en el estudio "haciendo éxitos". El 7 de noviembre de 2018, 6ix9ine anunció que el álbum se lanzaría el 23 de noviembre de 2018.. Sin embargo, el 21 de noviembre se anunció que el álbum no se lanzaría en esa fecha por el arresto de Tekashi y se pospondría a una fecha. Sin aviso alguno el álbum salió el 27 de noviembre.

## Promoción
6ix9ine reveló la portada el 8 de noviembre, que XXL caracterizó como la imagen animada de 6ix9ine orinando un arco iris. 6ix9ine también mostró una nueva canción sin nombre, que HotNewHipHop llamó "un banger inspirado en Jackie Chan" hecho en colaboración con Scott Storch y Tory Lanez. Varios días después, 6ix9ine reveló en Instagram que Nicki Minaj, Lil Baby, Tory Lanez, Boogie, Gunna, Anuel AA y Bobby Shmurda, aparecerían en el álbum, pero luego borró la publicación.

## Recepción Crítica
Dummy Boy fue pésimamente criticado por los críticos musicales, que criticaron sus letras, su producción y la actuación de Hernández. En Metacritic, que asigna una normalizada a las críticas de las principales publicaciones, el álbum recibió una promedio de 38, basada en 11 críticas, lo que indica "críticas generalmente desfavorables".
Jon Caramanica de The New York Times calificó el álbum de "enérgico pero disperso", y menos "alborotado" que Day69 debido a que tiene una entrega vocal más suave. Señaló que temas como "Waka" y "Feefa" parecían estar dominados por los artistas invitados. Escribiendo para Forbes, Bryan Rolli dijo que "6ix9ine es excluido repetidamente por sus colaboradores y suena como un visitante en su propio álbum. El joven rapero intenta dividir la diferencia entre sus raíces abrasivas y callejeras y el espectáculo del rap de gran presupuesto, fracasando posteriormente en ambos"."
Dhruva Balram de NME concluyó en su crítica que "Tekashi ha lanzado Dummy Boy en la cúspide de su fama, pero a estas alturas, es poco más que un fenómeno de internet y un imán de la controversia que también rapea. Debido a su reciente detención, existe una posibilidad muy real de que pase el resto de su vida en la cárcel. Eso, con suerte, le dará el tiempo suficiente para lanzar un proyecto mejor." En una crítica más mixta, M. Oliver de PopMatters comentó que "Lo que le falta a Dummy Boy en madurez y creatividad lo compensa con energía y vitriolo, características equivalentes a la banca en 2018."

## Lista de canciones
| N.º | Título                                   | Escritor(es)                                                                    | Productor(s)                   | Duración |  |
| 1.  | «Stoopid» (con Bobby Shmurda)            | Daniel Hernández, Ackquille Pollard, Andrew Green y Brytavious Chambers         | Tay Keith                      | 2:32     |  |
| 2.  | «Fefe» (con Nicki Minaj and Murda Beatz) | Hernández, Onika Maraj, Shane Lindstrom, Green, Kevin Gomringer y Tim Gomringer | Murda Beatz y Cubeatz          | 2:59     |  |
| 3.  | «Tic Toc» (con Lil Baby)                 | Hernández, Dominique Jones, Green, Milan Modi y Andrés España                   | Yung Lan                       | 2:16     |  |
| 4.  | «Kika» (con Tory Lanez)                  | Hernández, Daystar Peterson, Green, Scott Storch y Vincent Van den Ende         | Scott Storch y Avedon          | 2:16     |  |
| 5.  | «Mama» (con Nicki Minaj and Kanye West)  | Hernández, Maraj, Kanye West, Green, Dexter Mills, Lindstrom y Rasool Diaz      | Murda Beatz y Sool Got Hits    | 3:12     |  |
| 6.  | «Waka» (con A Boogie wit da Hoodie)      | Hernández, Artist Dubose, Green, Storch y Van den Ende                          | Storch y Avedon                | 2:09     |  |
| 7.  | «Bebe» (con Anuel AA)                    | Hernández, Emmanuel Santiago y Ronald Spence Jr.                                | Ronny J                        | 3:38     |  |
| 8.  | «Mala» (con Anuel AA)                    | Hernández, Santiago y Daniel Oviedo                                             | Ovy on the Drums               | 3:27     |  |
| 9.  | «Kanga» (con Kanye West)                 | Hernández, West, Green, Mills, Ant Clemons y Lindstrom                          | Murda Beatz                    | 2:12     |  |
| 10. | «Feefa» (con Gunna)                      | Hernández, Sergio Kitchens, Green y Michael Mora                                | Mora                           | 2:43     |  |
| 11. | «Tati» (con DJ Spinking)                 | Hernández, Gibran Jairam, Green, Matthew Samuels, K. Gomringer y T. Gomringer   | Boi-1da, Cubeatz y DJ Spinking | 2:35     |  |
| 12. | «Wondo»                                  | Hernández, Green, Storch y Van den Ende                                         | Storch y Avedon                | 2:01     |  |
| 13. | «Dummy» (con TrifeDrew)                  | Hernández, Green, David Biral y Denzel Baptiste                                 | Take a Daytrip                 | 2:36     |  |

## Charts
| Chart (2018)                            | Peak position |
| --------------------------------------- | ------------- |
| Austria (Ö3 Austria)                    | 35            |
| Bélgica (Ultratop Flandes)              | 12            |
| Bélgica (Ultratop Valonia)              | 52            |
| Canadá (Billboard Canadian Albums)      | 2             |
| República Checa (ČNS IFPI)              | 15            |
| Dinamarca (Hitlisten)                   | 4             |
| Países Bajos (Album Top 100)            | 3             |
| Finlandia (Suomen virallinen lista)     | 1             |
| Francia (SNEP)                          | 38            |
| Irlanda (IRMA)                          | 12            |
| Italia (FIMI)                           | 38            |
| Letonia (LAIPA)                         | 1             |
| Lituania (AGATA)                        | 2             |
| Nueva Zelanda (Recorded Music NZ)       | 8             |
| Noruega (VG-lista)                      | 3             |
| Suecia (Sverigetopplistan)              | 2             |
| Suiza (Schweizer Hitparade)             | 30            |
| Reino Unido (UK Albums Chart)           | 30            |
| Estados Unidos (Billboard 200)          | 2             |
| Estados Unidos (Independent Albums)     | 2             |
| Estados Unidos (Top R&B/Hip-Hop Albums) | 2             |

| Chart (2019)                          | Position |
| ------------------------------------- | -------- |
| Belgian Albums (Ultratop Flanders)    | 95       |
| Belgian Albums (Ultratop Wallonia)    | 181      |
| Canadian Albums (Billboard)           | 37       |
| Danish Albums (Hitlisten)             | 91       |
| Dutch Albums (Álbum Top 100)          | 80       |
| French Albums (SNEP)                  | 200      |
| Swedish Albums (Sverigetopplistan)    | 66       |
| US Billboard 200                      | 79       |
| US Top R&B/Hip-Hop Albums (Billboard) | 42       |